# Francisco Javier Caminero y Muñoz
Francisco Javier Caminero y Muñoz (Cervatos de la Cueza, província de Palència, 2 de desembre de 1830 - Lleó, 13 d'abril de 1885) fou un religiós i teòleg espanyol, bisbe de Lleó i acadèmic de la Reial Acadèmia de Ciències Morals i Polítiques.

## Biografia
Estudià al Seminari de Palència i es llicencià en teologia a la Universitat de Valladolid. Ordenat sacerdot en 1858, fou professor de teologia a la Universitat de Valladolid i des de 1860 al monestir d'El Escorial. També fou funcionari de la Biblioteca Nacional d'Espanya i arxipreste de Medina de Rioseco.
Considerat com un dels més destacats apologistes catòlics del segle xix, era influït per Juan Donoso Cortés. Va publicar diverses obres on defensava que el tomisme era insuficient per defensar la fe davant els atacs del marxisme i del krausisme. En 1880 fou nomenat acadèmic de la Reial Acadèmia de Ciències Morals i Polítiques i en març de 1885 fou nomenat bisbe de Lleó, però va morir al cap d'un mes d'ocupar el càrrec, i fou substituït per Francisco Gómez-Salazar y Lucio-Villegas, qui també el va substituir a l'Acadèmia.

## Obres
- Manuale Tragogicum in Sacram Scripturam (1868)
- La cuestión tradicionalista (1872)
- La fe y la ciencia (1872)
- Buchner o el catecismo de los materialistas (1874)
- La filosofia disidente (1880)
- La moral utilitaria (1888)